# 엔 시탄
엔 시탄은 일본의 성우이다.